# Drapetis obliquinervis
Drapetis obliquinervis är en tvåvingeart som beskrevs av Meijere 1914. Drapetis obliquinervis ingår i släktet Drapetis och familjen puckeldansflugor. Inga underarter finns listade i Catalogue of Life.